# Eugenia itajurensis
Eugenia itajurensis är en myrtenväxtart som beskrevs av Jacques Cambessèdes. Eugenia itajurensis ingår i släktet Eugenia och familjen myrtenväxter. Inga underarter finns listade i Catalogue of Life.